# ドゥーイング・オール・ライト
「ドゥーイング・オール・ライト」（Doing All Right）は、イギリスのロックバンド・クイーンの楽曲で、ファーストアルバム『戦慄の王女』の2曲目に収録されている。アメリカとタイではシングル「ライアー」のB面としてリリースされた。

## 概要
この曲は、クイーンの前身バンドである「スマイル」時代にブライアン・メイとスマイルのボーカルを務めていたティム・スタッフェルが制作した曲で、もともとのタイトルは「Doin' Alright」で、クイーンとして再録音する際に歌詞の一部とタイトルが変更された。スマイルが録音したバージョンは、1982年に日本限定で発売されたLP盤『ゲッティン・スマイル』に収録された。
2018年に公開された映画『ボヘミアン・ラプソディ』では、スマイルの演奏シーンのためにティムをボーカル・ベースに迎え、メイとロジャー・テイラーの3人で新たにレコーディングされた音源が使用された。サウンドトラックには、「ドゥーイング・オール・ライト...リヴィジテッド（Doing All Right...Revisited）」として収録され、アーティスト名義も「スマイル」となっている。

## シングル収録曲
| #  | タイトル                                          | 作詞・作曲              | 時間 |
| -- | ------------------------------------------------- | ----------------------- | ---- |
| 1. | 「ライアー」(Liar)                                | Freddie Mercury         | 3:03 |
| 2. | 「ドゥーイング・オール・ライト」(Doing All Right) | Brian May, Tim Staffell | 4:09 |

## パーソネル
※それぞれアルバム記載のクレジットに準拠
Doing All Right
- フレディ・マーキュリー - ボーカル、ピアノ
- ブライアン・メイ - ギター、ピアノ、コーラス
- ロジャー・テイラー - ドラムス、パーカッション、コーラス
- ジョン・ディーコン - ベース

Doin' Alright, Doing All Right...Revisited
- ティム・スタッフェル - ボーカル・ベース
- ブライアン・メイ - ギター、コーラス
- ロジャー・テイラー - ドラムス、コーラス

## 収録作品
シングル
- ライアー
- レット・ミー・リヴ（BBCセッション）

アルバム
- 戦慄の王女
- ボヘミアン・ラプソディ (オリジナル・サウンドトラック)（...Revisited）